# Émerson Leão
Émerson Leão (Ribeirão Preto, 11 luglio 1949) è un ex calciatore e allenatore di calcio brasiliano, di ruolo portiere, campione del mondo nel 1970 con la nazionale brasiliana.
È considerato uno dei migliori interpreti del ruolo di portiere brasiliani .

## Carriera

### Calciatore
A livello di club, in patria ha vinto per 3 volte il campionato brasiliano, per 4 volte il campionato paulista e per una volta il campionato gaúcho. Ha vestito, tra le altre, maglie di prestigiosi club quali Palmeiras, Vasco da Gama, Grêmio e Corinthians, per poi chiudere la carriera nelle file dello Sport Recife.
Ha difeso i pali della nazionale verdeoro negli anni settanta, vincendo il campionato del mondo del 1970 (all'età di 21 anni, come riserva) e partecipando da titolare a quelli del 1974 (quarto posto), 1978 (terzo posto) e da riserva a quelli del 1986 (eliminato ai quarti). Non fu convocato per l'edizione del 1982 per dissensi con l'allenatore Telê Santana. Al mondiale del 1978 fu il primo portiere a indossare la fascia di capitano della nazionale brasiliana. In nazionale conta 80 presenze.

### Allenatore
Svestiti i panni di calciatore nel 1987, ha intrapreso subito la carriera di allenatore, guidando nello stesso anno lo Sport Recife alla vittoria del titolo nazionale. Nel 1997 e nel 1998 ha condotto rispettivamente l' Atlético Mineiro e il Santos alla vittoria della Coppa CONMEBOL. Ha allenato numerosi club brasiliani e giapponesi, con una parentesi di un anno (2008-2009) all'Al-Sadd, compagine qatariota. Ha ricoperto l'incarico di CT della nazionale brasiliana dal 19 ottobre 2000 al 9 giugno 2001: in 11 partite colse 2 vittorie e 4 pareggi e subì 3 sconfitte. L'apice della sua carriera di allenatore risale al biennio 2002-2004, quando con il Santos vinse il campionato brasiliano del 2002, fu finalista perdente di Coppa Libertadores nel 2003 e si classificò secondo in campionato nel 2003.

## Statistiche

### Calciatore

#### Cronologia presenze e reti in nazionale
| Cronologia completa delle presenze e delle reti in nazionale ― Brasile | Cronologia completa delle presenze e delle reti in nazionale ― Brasile | Cronologia completa delle presenze e delle reti in nazionale ― Brasile | Cronologia completa delle presenze e delle reti in nazionale ― Brasile | Cronologia completa delle presenze e delle reti in nazionale ― Brasile | Cronologia completa delle presenze e delle reti in nazionale ― Brasile | Cronologia completa delle presenze e delle reti in nazionale ― Brasile | Cronologia completa delle presenze e delle reti in nazionale ― Brasile |
| Data                                                                   | Città                                                                  | In casa                                                                | Risultato                                                              | Ospiti                                                                 | Competizione                                                           | Reti                                                                   | Note                                                                   |
| ---------------------------------------------------------------------- | ---------------------------------------------------------------------- | ---------------------------------------------------------------------- | ---------------------------------------------------------------------- | ---------------------------------------------------------------------- | ---------------------------------------------------------------------- | ---------------------------------------------------------------------- | ---------------------------------------------------------------------- |
| 8-3-1970                                                               | Rio de Janeiro                                                         | Brasile                                                                | 2 – 1                                                                  | Argentina                                                              | Amichevole                                                             | -1                                                                     |                                                                        |
| 22-3-1970                                                              | San Paolo                                                              | Brasile                                                                | 2 – 1                                                                  | Cile                                                                   | Amichevole                                                             | -1                                                                     |                                                                        |
| 28-6-1972                                                              | Rio de Janeiro                                                         | Brasile                                                                | 0 – 0                                                                  | Cecoslovacchia                                                         | Coppa d'Indipendenza Brasiliana                                        | -                                                                      |                                                                        |
| 2-7-1972                                                               | San Paolo                                                              | Brasile                                                                | 3 – 0                                                                  | Jugoslavia                                                             | Coppa d'Indipendenza Brasiliana                                        | -                                                                      |                                                                        |
| 5-7-1972                                                               | Rio de Janeiro                                                         | Brasile                                                                | 1 – 0                                                                  | Scozia                                                                 | Coppa d'Indipendenza Brasiliana                                        | -                                                                      |                                                                        |
| 9-7-1972                                                               | Rio de Janeiro                                                         | Brasile                                                                | 1 – 0                                                                  | Portogallo                                                             | Coppa d'Indipendenza Brasiliana                                        | -                                                                      |                                                                        |
| 27-5-1973                                                              | Rio de Janeiro                                                         | Brasile                                                                | 5 – 0                                                                  | Bolivia                                                                | Amichevole                                                             | -                                                                      |                                                                        |
| 9-6-1973                                                               | Roma                                                                   | Italia                                                                 | 2 – 0                                                                  | Brasile                                                                | Amichevole                                                             | -                                                                      |                                                                        |
| 16-6-1973                                                              | Berlino Ovest                                                          | Germania Ovest                                                         | 0 – 1                                                                  | Brasile                                                                | Amichevole                                                             | -                                                                      |                                                                        |
| 25-6-1973                                                              | Solna                                                                  | Svezia                                                                 | 1 – 0                                                                  | Brasile                                                                | Amichevole                                                             | -1                                                                     | 45’                                                                    |
| 30-6-1973                                                              | Glasgow                                                                | Scozia                                                                 | 0 – 1                                                                  | Brasile                                                                | Amichevole                                                             | -                                                                      |                                                                        |
| 31-3-1974                                                              | Rio de Janeiro                                                         | Brasile                                                                | 1 – 1                                                                  | Messico                                                                | Amichevole                                                             | -1                                                                     |                                                                        |
| 14-4-1974                                                              | Rio de Janeiro                                                         | Brasile                                                                | 1 – 0                                                                  | Bulgaria                                                               | Amichevole                                                             | -                                                                      |                                                                        |
| 17-4-1974                                                              | San Paolo                                                              | Brasile                                                                | 2 – 0                                                                  | Romania                                                                | Amichevole                                                             | -                                                                      |                                                                        |
| 21-4-1974                                                              | Brasilia                                                               | Brasile                                                                | 4 – 0                                                                  | Haiti                                                                  | Amichevole                                                             | -                                                                      |                                                                        |
| 28-4-1974                                                              | Rio de Janeiro                                                         | Brasile                                                                | 0 – 0                                                                  | Grecia                                                                 | Amichevole                                                             | -                                                                      |                                                                        |
| 1-5-1974                                                               | San Paolo                                                              | Brasile                                                                | 0 – 0                                                                  | Austria                                                                | Amichevole                                                             | -                                                                      |                                                                        |
| 5-5-1974                                                               | Rio de Janeiro                                                         | Brasile                                                                | 2 – 1                                                                  | Irlanda                                                                | Amichevole                                                             | -1                                                                     |                                                                        |
| 12-5-1974                                                              | Rio de Janeiro                                                         | Brasile                                                                | 2 – 0                                                                  | Paraguay                                                               | Amichevole                                                             | -                                                                      |                                                                        |
| 13-6-1974                                                              | Francoforte sul Meno                                                   | Brasile                                                                | 0 – 0                                                                  | Jugoslavia                                                             | Mondiali 1974 - Fase a gironi                                          | -                                                                      |                                                                        |
| 18-6-1974                                                              | Francoforte sul Meno                                                   | Scozia                                                                 | 0 – 0                                                                  | Brasile                                                                | Mondiali 1974 - Fase a gironi                                          | -                                                                      |                                                                        |
| 22-6-1974                                                              | Gelsenkirchen                                                          | Zaire                                                                  | 0 – 3                                                                  | Brasile                                                                | Mondiali 1974 - Fase a gironi                                          | -                                                                      |                                                                        |
| 26-6-1974                                                              | Hannover                                                               | Brasile                                                                | 1 – 0                                                                  | Germania Est                                                           | Mondiali 1974 - Seconda fase a gironi                                  | -                                                                      |                                                                        |
| 30-6-1974                                                              | Hannover                                                               | Argentina                                                              | 1 – 2                                                                  | Brasile                                                                | Mondiali 1974 - Seconda fase a gironi                                  | -1                                                                     |                                                                        |
| 3-7-1974                                                               | Dortmund                                                               | Paesi Bassi                                                            | 2 – 0                                                                  | Brasile                                                                | Mondiali 1974 - Seconda fase a gironi                                  | -2                                                                     |                                                                        |
| 6-7-1974                                                               | Monaco di Baviera                                                      | Brasile                                                                | 0 – 1                                                                  | Polonia                                                                | Mondiali 1974 - Finale 3º posto                                        | -1                                                                     |                                                                        |
| 23-5-1976                                                              | Los Angeles                                                            | Brasile                                                                | 1 – 0                                                                  | Inghilterra                                                            | Torneo del Bicentenario                                                | -                                                                      |                                                                        |
| 31-5-1976                                                              | New Haven                                                              | Brasile                                                                | 4 – 1                                                                  | Italia                                                                 | Torneo del Bicentenario                                                | -1                                                                     |                                                                        |
| 4-6-1976                                                               | Guadalajara                                                            | Messico                                                                | 0 – 3                                                                  | Brasile                                                                | Amichevole                                                             | -                                                                      |                                                                        |
| 9-6-1976                                                               | Rio de Janeiro                                                         | Brasile                                                                | 3 – 1                                                                  | Paraguay                                                               | Coppa dell'Atlantico/Copa Oswaldo Cruz                                 | -1                                                                     |                                                                        |
| 1-12-1976                                                              | Rio de Janeiro                                                         | Brasile                                                                | 2 – 0                                                                  | Unione Sovietica                                                       | Amichevole                                                             | -                                                                      |                                                                        |
| 23-1-1977                                                              | San Paolo                                                              | Brasile                                                                | 1 – 0                                                                  | Bulgaria                                                               | Amichevole                                                             | -                                                                      |                                                                        |
| 20-2-1977                                                              | Bogotà                                                                 | Colombia                                                               | 0 – 0                                                                  | Brasile                                                                | Qual. Mondiali 1978                                                    | -                                                                      |                                                                        |
| 9-3-1977                                                               | Rio de Janeiro                                                         | Brasile                                                                | 6 – 0                                                                  | Colombia                                                               | Qual. Mondiali 1978                                                    | -                                                                      |                                                                        |
| 13-3-1977                                                              | Asunción                                                               | Paraguay                                                               | 0 – 1                                                                  | Brasile                                                                | Qual. Mondiali 1978                                                    | -                                                                      | Ammonizione                                                            |
| 20-3-1977                                                              | Rio de Janeiro                                                         | Brasile                                                                | 1 – 1                                                                  | Paraguay                                                               | Qual. Mondiali 1978                                                    | -1                                                                     |                                                                        |
| 8-6-1977                                                               | Rio de Janeiro                                                         | Brasile                                                                | 0 – 0                                                                  | Inghilterra                                                            | Amichevole                                                             | -                                                                      |                                                                        |
| 12-6-1977                                                              | Rio de Janeiro                                                         | Brasile                                                                | 1 – 1                                                                  | Germania Ovest                                                         | Amichevole                                                             | -1                                                                     |                                                                        |
| 19-6-1977                                                              | San Paolo                                                              | Brasile                                                                | 3 – 1                                                                  | Polonia                                                                | Amichevole                                                             | -1                                                                     |                                                                        |
| 23-6-1977                                                              | Rio de Janeiro                                                         | Brasile                                                                | 2 – 0                                                                  | Scozia                                                                 | Amichevole                                                             | -                                                                      |                                                                        |
| 26-6-1977                                                              | Belo Horizonte                                                         | Brasile                                                                | 0 – 0                                                                  | Jugoslavia                                                             | Amichevole                                                             | -                                                                      |                                                                        |
| 30-6-1977                                                              | Belo Horizonte                                                         | Brasile                                                                | 2 – 2                                                                  | Francia                                                                | Amichevole                                                             | -2                                                                     |                                                                        |
| 10-7-1977                                                              | Cali                                                                   | Brasile                                                                | 1 – 0                                                                  | Perù                                                                   | Qual. Mondiali 1978                                                    | -                                                                      |                                                                        |
| 14-7-1977                                                              | Cali                                                                   | Brasile                                                                | 8 – 0                                                                  | Bolivia                                                                | Qual. Mondiali 1978                                                    | -                                                                      |                                                                        |
| 1-4-1978                                                               | Parigi                                                                 | Francia                                                                | 1 – 0                                                                  | Brasile                                                                | Amichevole                                                             | -1                                                                     |                                                                        |
| 5-4-1978                                                               | Amburgo                                                                | Germania Ovest                                                         | 0 – 1                                                                  | Brasile                                                                | Amichevole                                                             | -                                                                      | Cap.                                                                   |
| 19-4-1978                                                              | Londra                                                                 | Inghilterra                                                            | 1 – 1                                                                  | Brasile                                                                | Amichevole                                                             | -1                                                                     |                                                                        |
| 1-5-1978                                                               | Rio de Janeiro                                                         | Brasile                                                                | 3 – 0                                                                  | Perù                                                                   | Amichevole                                                             | -                                                                      | Cap.                                                                   |
| 17-5-1978                                                              | Rio de Janeiro                                                         | Brasile                                                                | 2 – 0                                                                  | Cecoslovacchia                                                         | Amichevole                                                             | -                                                                      |                                                                        |
| 3-6-1978                                                               | Mar del Plata                                                          | Brasile                                                                | 1 – 1                                                                  | Svezia                                                                 | Mondiali 1978 - Fase a gironi                                          | -1                                                                     |                                                                        |
| 7-6-1978                                                               | Mar del Plata                                                          | Brasile                                                                | 0 – 0                                                                  | Spagna                                                                 | Mondiali 1978 - Fase a gironi                                          | -                                                                      | Cap.                                                                   |
| 11-6-1978                                                              | Mar del Plata                                                          | Brasile                                                                | 1 – 0                                                                  | Austria                                                                | Mondiali 1978 - Fase a gironi                                          | -                                                                      | Cap.                                                                   |
| 14-6-1978                                                              | Mendoza                                                                | Brasile                                                                | 3 – 0                                                                  | Perù                                                                   | Mondiali 1978 - Seconda fase a gironi                                  | -                                                                      | Cap.                                                                   |
| 18-6-1978                                                              | Rosario                                                                | Argentina                                                              | 0 – 0                                                                  | Brasile                                                                | Mondiali 1978 - Seconda fase a gironi                                  | -                                                                      | Cap.                                                                   |
| 21-6-1978                                                              | Mendoza                                                                | Brasile                                                                | 3 – 1                                                                  | Polonia                                                                | Mondiali 1978 - Seconda fase a gironi                                  | -1                                                                     | Cap.                                                                   |
| 24-6-1978                                                              | Buenos Aires                                                           | Brasile                                                                | 2 – 1                                                                  | Italia                                                                 | Mondiali 1978 - Finale 3º posto                                        | -1                                                                     | Cap.                                                                   |
| 17-5-1979                                                              | Rio de Janeiro                                                         | Brasile                                                                | 6 – 0                                                                  | Paraguay                                                               | Amichevole                                                             | -                                                                      | Cap.                                                                   |
| 31-5-1979                                                              | Rio de Janeiro                                                         | Brasile                                                                | 5 – 1                                                                  | Uruguay                                                                | Amichevole                                                             | -1                                                                     | Cap.                                                                   |
| 26-7-1979                                                              | La Paz                                                                 | Bolivia                                                                | 2 – 1                                                                  | Brasile                                                                | Copa América 1979                                                      | -2                                                                     |                                                                        |
| 2-8-1979                                                               | Rio de Janeiro                                                         | Brasile                                                                | 2 – 1                                                                  | Argentina                                                              | Copa América 1979                                                      | -1                                                                     |                                                                        |
| 16-8-1979                                                              | San Paolo                                                              | Brasile                                                                | 2 – 0                                                                  | Bolivia                                                                | Copa América 1979                                                      | -                                                                      | Cap.                                                                   |
| 23-8-1979                                                              | Buenos Aires                                                           | Argentina                                                              | 2 – 2                                                                  | Brasile                                                                | Copa América 1979                                                      | -2                                                                     | Ammonizione                                                            |
| 24-10-1979                                                             | Asunción                                                               | Paraguay                                                               | 2 – 1                                                                  | Brasile                                                                | Copa América 1979                                                      | -2                                                                     | Cap.                                                                   |
| 31-10-1979                                                             | Rio de Janeiro                                                         | Brasile                                                                | 2 – 2                                                                  | Paraguay                                                               | Copa América 1979                                                      | -2                                                                     | Cap.                                                                   |
| 28-4-1983                                                              | Rio de Janeiro                                                         | Brasile                                                                | 3 – 2                                                                  | Cile                                                                   | Amichevole                                                             | -2                                                                     |                                                                        |
| 8-6-1983                                                               | Coimbra                                                                | Portogallo                                                             | 0 – 4                                                                  | Brasile                                                                | Amichevole                                                             | -                                                                      |                                                                        |
| 12-6-1983                                                              | Cardiff                                                                | Galles                                                                 | 1 – 1                                                                  | Brasile                                                                | Amichevole                                                             | -1                                                                     |                                                                        |
| 17-6-1983                                                              | Basilea                                                                | Svizzera                                                               | 1 – 2                                                                  | Brasile                                                                | Amichevole                                                             | -1                                                                     |                                                                        |
| 22-6-1983                                                              | Göteborg                                                               | Svezia                                                                 | 3 – 3                                                                  | Brasile                                                                | Amichevole                                                             | -3                                                                     |                                                                        |
| 28-7-1983                                                              | Santiago del Cile                                                      | Cile                                                                   | 0 – 0                                                                  | Brasile                                                                | Amichevole                                                             | -                                                                      |                                                                        |
| 17-8-1983                                                              | Quito                                                                  | Ecuador                                                                | 0 – 1                                                                  | Brasile                                                                | Copa América 1983                                                      | -                                                                      |                                                                        |
| 24-8-1983                                                              | Buenos Aires                                                           | Argentina                                                              | 1 – 0                                                                  | Brasile                                                                | Copa América 1983                                                      | -1                                                                     |                                                                        |
| 1-9-1983                                                               | Goiânia                                                                | Brasile                                                                | 5 – 0                                                                  | Ecuador                                                                | Copa América 1983                                                      | -                                                                      |                                                                        |
| 14-9-1983                                                              | Rio de Janeiro                                                         | Brasile                                                                | 0 – 0                                                                  | Argentina                                                              | Copa América 1983                                                      | -                                                                      |                                                                        |
| 13-10-1983                                                             | Asunción                                                               | Paraguay                                                               | 1 – 1                                                                  | Brasile                                                                | Copa América 1983                                                      | -1                                                                     |                                                                        |
| 20-10-1983                                                             | Uberlândia                                                             | Brasile                                                                | 0 – 0                                                                  | Paraguay                                                               | Copa América 1983                                                      | -                                                                      |                                                                        |
| 27-10-1983                                                             | Montevideo                                                             | Uruguay                                                                | 2 – 0                                                                  | Brasile                                                                | Copa América 1983                                                      | -2                                                                     |                                                                        |
| 4-11-1983                                                              | Salvador                                                               | Brasile                                                                | 0 – 0                                                                  | Uruguay                                                                | Copa América 1983                                                      | -                                                                      |                                                                        |
| 16-3-1986                                                              | Budapest                                                               | Ungheria                                                               | 3 – 0                                                                  | Brasile                                                                | Amichevole                                                             | -3                                                                     |                                                                        |
| 30-4-1986                                                              | Recife                                                                 | Brasile                                                                | 4 – 2                                                                  | Jugoslavia                                                             | Amichevole                                                             | -1                                                                     | 46’                                                                    |
| Totale                                                                 |                                                                        | Presenze                                                               | 80                                                                     |                                                                        | Reti                                                                   | -43                                                                    |                                                                        |

### Allenatore

#### Club
Statistiche aggiornate al 7 agosto 2025; in grassetto le competizioni vinte.
| Stagione                | Squadra                 | Campionato              | Campionato | Campionato | Campionato | Campionato | Coppe nazionali | Coppe nazionali | Coppe nazionali | Coppe nazionali | Coppe nazionali | Coppe continentali | Coppe continentali | Coppe continentali | Coppe continentali | Coppe continentali | Altre coppe | Altre coppe | Altre coppe | Altre coppe | Altre coppe | Totale | Totale | Totale | Totale | % Vittorie | Piazzamento      |
| Stagione                | Squadra                 | Comp                    | G          | V          | N          | P          | Comp            | G               | V               | N               | P               | Comp               | G                  | V                  | N                  | P                  | Comp        | G           | V           | N           | P           | G      | V      | N      | P      | %          | Piazzamento      |
| ----------------------- | ----------------------- | ----------------------- | ---------- | ---------- | ---------- | ---------- | --------------- | --------------- | --------------- | --------------- | --------------- | ------------------ | ------------------ | ------------------ | ------------------ | ------------------ | ----------- | ----------- | ----------- | ----------- | ----------- | ------ | ------ | ------ | ------ | ---------- | ---------------- |
| 1987                    | Sport Recife            | Per+A                   | 2+18       | 0+11       | 1+4        | 1+3        | -               | -               | -               | -               | -               | -                  | -                  | -                  | -                  | -                  | -           | -           | -           | -           | -           | 20     | 11     | 5      | 4      | 55,00      | Interim          |
| 1988                    | São José                | A1/SP                   | 25         | 12         | 8          | 5          | -               | -               | -               | -               | -               | -                  | -                  | -                  | -                  | -                  | -           | -           | -           | -           | -           | 25     | 12     | 8      | 5      | 48,00      | 4°               |
| 1988                    | Coritiba                | CU                      | 6          | 1          | 2          | 3          | -               | -               | -               | -               | -               | -                  | -                  | -                  | -                  | -                  | -           | -           | -           | -           | -           | 6      | 1      | 2      | 3      | 16,67      | Eson.            |
| 1989                    | Palmeiras               | A1/SP+A                 | 25+18      | 14+8       | 10+6       | 1+4        | -               | -               | -               | -               | -               | -                  | -                  | -                  | -                  | -                  | -           | -           | -           | -           | -           | 43     | 22     | 16     | 5      | 51,16      | 5°               |
| 1990                    | São José                | A1/SP                   | 18         | 4          | 9          | 5          | -               | -               | -               | -               | -               | -                  | -                  | -                  | -                  | -                  | -           | -           | -           | -           | -           | 18     | 4      | 9      | 5      | 22,22      | Eson.            |
| Totale São José         | Totale São José         | Totale São José         | 43         | 16         | 17         | 10         |                 | -               | -               | -               | -               |                    | -                  | -                  | -                  | -                  |             | -           | -           | -           | -           | 43     | 16     | 17     | 10     | 37,21      |                  |
| 1990                    | Portuguesa              | A1/SP+A                 | 16+19      | 4+3        | 9+9        | 3+7        | -               | -               | -               | -               | -               | -                  | -                  | -                  | -                  | -                  | -           | -           | -           | -           | -           | 35     | 7      | 18     | 10     | 20,00      | Sub. 18°         |
| 1991                    | XV de Piracicaba        | A1/SP                   | 9          | 2          | 3          | 4          | -               | -               | -               | -               | -               | -                  | -                  | -                  | -                  | -                  | -           | -           | -           | -           | -           | 9      | 2      | 3      | 4      | 22,22      | Sub. 10° (retr.) |
| 1992                    | Portuguesa              | A1/SP                   | 10         | 2          | 3          | 5          | -               | -               | -               | -               | -               | -                  | -                  | -                  | -                  | -                  | -           | -           | -           | -           | -           | 10     | 2      | 3      | 5      | 20,00      | Eson.            |
| Totale Portuguesa       | Totale Portuguesa       | Totale Portuguesa       | 45         | 9          | 21         | 15         |                 | -               | -               | -               | -               |                    | -                  | -                  | -                  | -                  |             | -           | -           | -           | -           | 45     | 9      | 21     | 15     | 20,00      |                  |
| 1992                    | Shimizu S-Pulse         | -                       | -          | -          | -          | -          | CdI+JLC         | 3+11            | 2+6             | 0+0             | 1+5             | -                  | -                  | -                  | -                  | -                  | -           | -           | -           | -           | -           | 14     | 8      | 0      | 6      | 57,14      | [ 4 ]            |
| 1993                    | Shimizu S-Pulse         | J1                      | 36         | 24         | 0          | 12         | CdI+JLC         | 4+7             | 3+5             | 0+0             | 1+2             | -                  | -                  | -                  | -                  | -                  | -           | -           | -           | -           | -           | 47     | 32     | 0      | 15     | 68,09      | 3°               |
| 1994                    | Shimizu S-Pulse         | J1                      | 22         | 16         | 0          | 6          | -               | -               | -               | -               | -               | -                  | -                  | -                  | -                  | -                  | -           | -           | -           | -           | -           | 22     | 16     | 0      | 6      | 72,73      | Dimis.           |
| Totale Shimizu S-Pulse  | Totale Shimizu S-Pulse  | Totale Shimizu S-Pulse  | 58         | 40         | 0          | 18         |                 | 25              | 16              | 0               | 9               |                    | -                  | -                  | -                  | -                  |             | -           | -           | -           | -           | 83     | 56     | 0      | 27     | 67,47      |                  |
| 1995                    | Juventude               | A                       | 17         | 8          | 8          | 1          | -               | -               | -               | -               | -               | -                  | -                  | -                  | -                  | -                  | -           | -           | -           | -           | -           | 17     | 8      | 8      | 1      | 47,06      | Sub. 11°         |
| 1996                    | Athl. Paranaense        | Par                     | 14         | 11         | 2          | 1          | CB              | 6               | 2               | 3               | 1               | -                  | -                  | -                  | -                  | -                  | -           | -           | -           | -           | -           | 20     | 13     | 5      | 2      | 65,00      | Risoluz.         |
| mag.-dic. 1996          | Verdy Kawasaki          | J1                      | 18+1       | 13+0       | 0+1        | 5+0        | CdI+JLC         | 5+16            | 5+8             | 0+5             | 0+3             | -                  | -                  | -                  | -                  | -                  | -           | -           | -           | -           | -           | 40     | 26     | 6      | 8      | 65,00      | Sub. 3º          |
| 1997                    | Atlético Mineiro        | A                       | 31         | 16         | 5          | 10         | -               | -               | -               | -               | -               | CON                | 8                  | 5                  | 3                  | 0                  | -           | -           | -           | -           | -           | 39     | 21     | 8      | 10     | 53,85      | 7°               |
| 1998                    | Santos                  | A1/SP+A                 | 10+29      | 4+14       | 2+9        | 4+6        | CB              | 9               | 5               | 4               | 0               | CON                | 8                  | 4                  | 3                  | 1                  | R-SP        | 8           | 4           | 3           | 1           | 64     | 31     | 21     | 12     | 48,44      | 3°               |
| 1999                    | Santos                  | A1/SP+A                 | 18+6       | 10+2       | 4+2        | 4+2        | CB              | 4               | 3               | 0               | 1               | -                  | -                  | -                  | -                  | -                  | R-SP        | 10          | 5           | 1           | 4           | 38     | 20     | 7      | 11     | 52,63      | Eson.            |
| 1999                    | Internacional           | A                       | 7          | 2          | 2          | 3          | -               | -               | -               | -               | -               | -                  | -                  | -                  | -                  | -                  | SL          | 6           | 1           | 4           | 1           | 13     | 3      | 6      | 4      | 23,08      | Sub. 16°         |
| 2000                    | Grêmio                  | -                       | -          | -          | -          | -          | -               | -               | -               | -               | -               | -                  | -                  | -                  | -                  | -                  | CSM         | 6           | 1           | 3           | 2           | 32     | 13     | 12     | 7      | 40,63      | Eson.            |
| 2000                    | Sport Recife            | Per+CJH                 | 18+17      | 13+8       | 3+5        | 2+4        | -               | -               | -               | -               | -               | -                  | -                  | -                  | -                  | -                  | CC          | 5           | 2           | 0           | 3           | 40     | 23     | 8      | 9      | 57,50      | Sub. Risoluz.    |
| 2002                    | Santos                  | A                       | 31         | 16         | 6          | 9          | -               | -               | -               | -               | -               | -                  | -                  | -                  | -                  | -                  | -           | -           | -           | -           | -           | 31     | 16     | 6      | 9      | 51,61      | 1°               |
| 2003                    | Santos                  | A1/SP+A                 | 6+46       | 3+25       | 1+12       | 2+9        | -               | -               | -               | -               | -               | CL+CS              | 14+6               | 7+2                | 5+3                | 2+1                | -           | -           | -           | -           | -           | 72     | 37     | 21     | 14     | 51,39      | 2°               |
| 2004                    | Santos                  | A1/SP+A                 | 13+4       | 8+1        | 3+0        | 2+3        | -               | -               | -               | -               | -               | CL                 | 7                  | 5                  | 1                  | 1                  | -           | -           | -           | -           | -           | 24     | 14     | 4      | 6      | 58,33      | Dimis.           |
| 2004                    | Cruzeiro                | A                       | 13         | 5          | 1          | 7          | -               | -               | -               | -               | -               | -                  | -                  | -                  | -                  | -                  | -           | -           | -           | -           | -           | 13     | 5      | 1      | 7      | 38,46      | Sub. eson.       |
| 2004                    | San Paolo               | A                       | 18         | 11         | 4          | 3          | -               | -               | -               | -               | -               | CS                 | 4                  | 0                  | 3                  | 1                  | -           | -           | -           | -           | -           | 22     | 11     | 7      | 4      | 50,00      | Sub. 3°          |
| 2005                    | San Paolo               | A1/SP                   | 19         | 14         | 3          | 2          | -               | -               | -               | -               | -               | CL                 | 4                  | 2                  | 2                  | 0                  | -           | -           | -           | -           | -           | 23     | 16     | 5      | 2      | 69,57      | Risoluz.         |
| 2005                    | Vissel Kōbe             | J1                      | 7          | 1          | 1          | 5          | CdI+JLC         | 0+4             | 0+0             | 0+0             | 0+4             | -                  | -                  | -                  | -                  | -                  | -           | -           | -           | -           | -           | 11     | 1      | 1      | 9      | &9,09      | Sub. eson.       |
| 2005                    | Palmeiras               | A                       | 30         | 16         | 9          | 5          | -               | -               | -               | -               | -               | -                  | -                  | -                  | -                  | -                  | -           | -           | -           | -           | -           | 30     | 16     | 9      | 5      | 53,33      | Sub. 4°          |
| 2006                    | Palmeiras               | A1/SP+A                 | 19+2       | 11+0       | 3+0        | 5+2        | -               | -               | -               | -               | -               | CL                 | 8                  | 4                  | 3                  | 1                  | -           | -           | -           | -           | -           | 29     | 15     | 6      | 8      | 51,72      | Eson.            |
| Totale Palmeiras        | Totale Palmeiras        | Totale Palmeiras        | 94         | 49         | 28         | 17         |                 | -               | -               | -               | -               |                    | 8                  | 4                  | 3                  | 1                  |             | -           | -           | -           | -           | 102    | 53     | 31     | 18     | 51,96      |                  |
| 2006                    | São Caetano             | A                       | 8          | 3          | 5          | 0          | -               | -               | -               | -               | -               | -                  | -                  | -                  | -                  | -                  | -           | -           | -           | -           | -           | 8      | 3      | 5      | 0      | 37,50      | Sub. Risoluz.    |
| 2006                    | Corinthians             | A                       | 21         | 10         | 7          | 4          | -               | -               | -               | -               | -               | CS                 | 4                  | 2                  | 1                  | 1                  | -           | -           | -           | -           | -           | 25     | 12     | 8      | 5      | 48,00      | Sub. 9°          |
| 2007                    | Corinthians             | A1/SP                   | 17         | 7          | 4          | 6          | CB              | 3               | 2               | 1               | 0               | -                  | -                  | -                  | -                  | -                  | -           | -           | -           | -           | -           | 20     | 9      | 5      | 6      | 45,00      | Eson.            |
| Totale Corinthians      | Totale Corinthians      | Totale Corinthians      | 38         | 17         | 11         | 10         |                 | 3               | 2               | 1               | 0               |                    | 4                  | 2                  | 1                  | 1                  |             | -           | -           | -           | -           | 45     | 21     | 13     | 11     | 46,67      |                  |
| 2007                    | Atlético Mineiro        | A                       | 24         | 10         | 6          | 8          | -               | -               | -               | -               | -               | -                  | -                  | -                  | -                  | -                  | -           | -           | -           | -           | -           | 24     | 10     | 6      | 8      | 41,67      | Sub. 8°          |
| 2008                    | Santos                  | A1/SP+A                 | 19+3       | 9+1        | 4+0        | 6+2        | -               | -               | -               | -               | -               | CL                 | 10                 | 6                  | 1                  | 3                  | -           | -           | -           | -           | -           | 32     | 16     | 5      | 11     | 50,00      | Eson.            |
| Totale Santos           | Totale Santos           | Totale Santos           | 185        | 93         | 43         | 49         |                 | 13              | 8               | 4               | 1               |                    | 45                 | 24                 | 13                 | 8                  |             | 18          | 9           | 4           | 5           | 261    | 134    | 64     | 63     | 51,34      |                  |
| lug.-nov. 2008          | Al-Sadd                 | QSL                     | 9          | 4          | 3          | 2          | -               | -               | -               | -               | -               | -                  | -                  | -                  | -                  | -                  | SQ          | 4           | 3           | 0           | 1           | 13     | 7      | 3      | 3      | 53,85      | Eson.            |
| 2009                    | Atlético Mineiro        | MG                      | 17         | 12         | 3          | 2          | CB              | 3               | 2               | 1               | 0               | -                  | -                  | -                  | -                  | -                  | -           | -           | -           | -           | -           | 20     | 14     | 4      | 2      | 70,00      | 2°               |
| Totale Atlético Mineiro | Totale Atlético Mineiro | Totale Atlético Mineiro | 72         | 38         | 14         | 20         |                 | 3               | 2               | 1               | 0               |                    | 8                  | 5                  | 3                  | 0                  |             | -           | -           | -           | -           | 83     | 45     | 18     | 20     | 54,22      |                  |
| 2009                    | Sport Recife            | A                       | 10         | 3          | 2          | 5          | -               | -               | -               | -               | -               | -                  | -                  | -                  | -                  | -                  | -           | -           | -           | -           | -           | 10     | 3      | 2      | 5      | 30,00      | Sub. eson.       |
| Totale Sport Recife     | Totale Sport Recife     | Totale Sport Recife     | 65         | 35         | 15         | 15         |                 | -               | -               | -               | -               |                    | -                  | -                  | -                  | -                  |             | 5           | 2           | 0           | 3           | 70     | 37     | 15     | 18     | 52,86      |                  |
| 2010                    | Goiás                   | A                       | 16         | 3          | 4          | 9          | -               | -               | -               | -               | -               | CS                 | 2                  | 1                  | 1                  | 0                  | -           | -           | -           | -           | -           | 18     | 4      | 5      | 9      | 22,22      | Eson.            |
| 2011                    | San Paolo               | A                       | 7          | 3          | 1          | 3          | -               | -               | -               | -               | -               | CS                 | 1                  | 0                  | 0                  | 1                  | -           | -           | -           | -           | -           | 8      | 3      | 1      | 4      | 37,50      | Sub. 6°          |
| 2012                    | San Paolo               | A1/SP+A                 | 21+6       | 14+3       | 4+0        | 3+3        | CB              | 9               | 6               | 1               | 2               | -                  | -                  | -                  | -                  | -                  | -           | -           | -           | -           | -           | 36     | 23     | 5      | 8      | 63,89      | Eson.            |
| Totale San Paolo        | Totale San Paolo        | Totale San Paolo        | 71         | 45         | 12         | 14         |                 | 9               | 6               | 1               | 2               |                    | 9                  | 2                  | 5                  | 2                  |             | -           | -           | -           | -           | 83     | 45     | 18     | 20     | 54,22      |                  |
| 2012                    | São Caetano             | B                       | 12         | 7          | 3          | 2          | -               | -               | -               | -               | -               | -                  | -                  | -                  | -                  | -                  | -           | -           | -           | -           | -           | 12     | 7      | 3      | 2      | 58,33      | Sub. eson.       |
| Totale São Caetano      | Totale São Caetano      | Totale São Caetano      | 20         | 10         | 8          | 2          |                 | -               | -               | -               | -               |                    | -                  | -                  | -                  | -                  |             | -           | -           | -           | -           | 20     | 10     | 8      | 2      | 50,00      |                  |
| Totale carriera         | Totale carriera         | Totale carriera         | 808        | 402        | 196        | 210        |                 | 84              | 49              | 15              | 20              |                    | 76                 | 38                 | 26                 | 12                 |             | 39          | 16          | 11          | 12          | 1 007  | 505    | 248    | 254    | 50,15      |                  |

#### Nazionale brasiliana
| Squadra | Naz                | dal          | al            | Record | Record | Record | Record | Record | Record | Record | Record     |
| Squadra | Naz                | dal          | al            | G      | V      | N      | P      | GF     | GS     | DR     | % Vittorie |
| ------- | ------------------ | ------------ | ------------- | ------ | ------ | ------ | ------ | ------ | ------ | ------ | ---------- |
| Brasile | Brasile (bandiera) | 3 marzo 2001 | 9 giugno 2001 | 9      | 3      | 4      | 2      | 9      | 9      | +0     | 33,33      |

#### Panchine da commissario tecnico della nazionale brasiliana
| Cronologia completa delle presenze e delle reti in nazionale ― Brasile | Cronologia completa delle presenze e delle reti in nazionale ― Brasile | Cronologia completa delle presenze e delle reti in nazionale ― Brasile | Cronologia completa delle presenze e delle reti in nazionale ― Brasile | Cronologia completa delle presenze e delle reti in nazionale ― Brasile | Cronologia completa delle presenze e delle reti in nazionale ― Brasile | Cronologia completa delle presenze e delle reti in nazionale ― Brasile | Cronologia completa delle presenze e delle reti in nazionale ― Brasile |
| Data                                                                   | Città                                                                  | In casa                                                                | Risultato                                                              | Ospiti                                                                 | Competizione                                                           | Reti                                                                   | Note                                                                   |
| ---------------------------------------------------------------------- | ---------------------------------------------------------------------- | ---------------------------------------------------------------------- | ---------------------------------------------------------------------- | ---------------------------------------------------------------------- | ---------------------------------------------------------------------- | ---------------------------------------------------------------------- | ---------------------------------------------------------------------- |
| 3-3-2001                                                               | Pasadena                                                               | Stati Uniti                                                            | 1 – 2                                                                  | Brasile                                                                | Amichevole                                                             | -                                                                      |                                                                        |
| 7-3-2001                                                               | Guadalajara                                                            | Messico                                                                | 3 – 3                                                                  | Brasile                                                                | Amichevole                                                             | -                                                                      |                                                                        |
| 28-3-2001                                                              | Quito                                                                  | Ecuador                                                                | 1 – 0                                                                  | Brasile                                                                | Qual. Mondiali 2002                                                    | -                                                                      |                                                                        |
| 25-4-2001                                                              | San Paolo                                                              | Brasile                                                                | 1 – 1                                                                  | Perù                                                                   | Qual. Mondiali 2002                                                    | -                                                                      |                                                                        |
| 31-5-2001                                                              | Ibaraki                                                                | Brasile                                                                | 2 – 0                                                                  | Camerun                                                                | FIFA Confederations Cup 2001                                           | -                                                                      |                                                                        |
| 2-6-2001                                                               | Ibaraki                                                                | Canada                                                                 | 0 – 0                                                                  | Brasile                                                                | FIFA Confederations Cup 2001                                           | -                                                                      |                                                                        |
| 4-6-2001                                                               | Ibaraki                                                                | Giappone                                                               | 0 – 0                                                                  | Brasile                                                                | FIFA Confederations Cup 2001                                           | -                                                                      |                                                                        |
| 7-6-2001                                                               | Suwon                                                                  | Francia                                                                | 2 – 1                                                                  | Brasile                                                                | FIFA Confederations Cup 2001                                           | -                                                                      |                                                                        |
| 9-6-2001                                                               | Ulsan                                                                  | Australia                                                              | 1 – 0                                                                  | Brasile                                                                | FIFA Confederations Cup 2001                                           | -                                                                      |                                                                        |
| Totale                                                                 |                                                                        | Presenze                                                               | 9                                                                      |                                                                        | Reti                                                                   | 9                                                                      |                                                                        |

## Palmarès

### Giocatore

#### Club

##### Competizioni statali
- Campionato paulista: 4

Palmeiras: 1972, 1974, 1976
Corinthians: 1983
- Campionato Gaúcho: 1

Grêmio: 1980

##### Competizioni nazionali
- Campionato brasiliano: 3

Palmeiras: 1972, 1973
Grêmio: 1981

#### Nazionale
- Campionato mondiale: 1

Messico 1970
- Coppa d'Indipendenza Brasiliana: 1

1972

### Allenatore

#### Competizioni statali
- Campionato Pernambucano: 1

Sport: 2000
- Campionato paulista: 1

San Paolo: 2005

#### Competizioni nazionali
- Campionato brasiliano: 1

Santos: 2002
- Coppa del Giappone: 1

Verdy Kawasaki: 1996

#### Competizioni internazionali
- Coppa CONMEBOL: 2

Atlético Mineiro: 1997
Santos: 1998